# Liste der Chief Minister von Punjab (Pakistan)
Chronologische Liste der Chief Minister der pakistanischen Provinz Punjab
| Name                              | Amtsantritt        | Amtsaustritt       | Partei                          |
| --------------------------------- | ------------------ | ------------------ | ------------------------------- |
| Nawab Iftikhar Hussain Khan       | 15. August 1947    | 25. Januar 1949    |                                 |
| Mian Mumtaz Daultana              | 15. April 1951     | 3. April 1953      |                                 |
| Malik Feroz Khan Noon             | 3. April 1953      | 21. Mai 1955       |                                 |
| Abdul Hamid Khan Dasti            | 21. Mai 1955       | 14. Oktober 1955   |                                 |
| Khan Sahib                        | 14. Oktober 1955   | 16. Juli 1957      | Chief Minister von Westpakistan |
| Sardar Abdur Rashid Khan          | 16. Juli 1957      | 18. März 1958      | Chief Minister von Westpakistan |
| Nawab Muzaffar Ali Khan Qizilbash | 18. März 1958      | 7. Oktober 1958    | Chief Minister von Westpakistan |
| Malik Meraj Khalid                | 2. Mai 1972        | 12. November 1973  | Pakistanische Volkspartei       |
| Ghulam Mustafa Khar               | 12. November 1973  | 15. März 1974      | Pakistanische Volkspartei       |
| Muhammad Haneef Ramey             | 15. März 1974      | 15. Juli 1975      | Pakistanische Volkspartei       |
| Nawab Sadiq Hussain Qureshi       | 15. Juli 1975      | 5. Juli 1977       | Pakistanische Volkspartei       |
| Mian Muhammad Nawaz Sharif        | 9. April 1985      | 6. August 1990     | Islami Jamhoori Ittehad         |
| Ghulam Haider Wyne                | 8. November 1990   | 25. April 1993     | Islami Jamhoori Ittehad         |
| Mian Manzoor Ahmad Wattoo         | 25. April 1993     | 12. September 1995 | Pakistan Muslim League (Jinnah) |
| Sardar Arif Nakai                 | 13. September 1995 | 3. November 1996   | Pakistan Muslim League (J)      |
| Mian Manzoor Ahmad Wattoo         | 3. November 1996   | 16. November 1996  | Pakistan Muslim League (Jinnah) |
| Shahbaz Sharif                    | 2. Februar 1997    | 10. Oktober 1999   | Pakistan Muslim League (N)      |
| Chaudhry Pervaiz Elahi            | 29. November 2002  | 18. November 2007  | Pakistan Muslim League (Q)      |
| Ejaz Nisar                        | 19. November 2007  | 12. April 2008     |                                 |
| Sardar Dost Muhammad Khosa        | 12. April 2008     | 8. Juni 2008       |                                 |
| Shahbaz Sharif (2. Mal)           | 8. Juni 2008       | 25. Februar 2009   | Pakistan Muslim League (N)      |
| N.N.                              | 25. Februar 2009   | 31. März 2009      |                                 |
| Shahbaz Sharif (3. Mal)           | 31. März 2009      | 7. Juni 2018       | Pakistan Muslim League (N)      |
| Hasan Askari                      | 7. Juni 2018       | 20. August 2018    | parteilos                       |
| Usman Buzdar                      | 20. August 2018    | amtierend          | Pakistan Tehreek-e-Insaf        |